# Miitopia
Miitopia és un videojoc de rol desenvolupat i publicat per Nintendo per la Nintendo 3DS. El joc es va llançar al Japó el desembre de 2016, i a la resta del món el juliol de 2017.
Miitopia és un videojoc de rol amb elements de simulació de vida. Es comença amb classes de personatges estàndard, com guerrer i mag, però es poden desbloquejar més classes com gats i flors a mesura que es progressa. Els personatges amb els quals es pot jugar estan creats fent servir avatars Mii, amb trets de personalitat que afecten el seu paper en combats. De forma similar a Tomodachi Life, els Miis i la seva relació entre uns i altres afecta el joc, com ara el fet que Miis que no es portin bé entre ells fa més difícil el combat. El joc també és compatible amb la línia de figures Amiibo, que permet als jugadors fer servir trets cosmètics als seus Miis.
El febrer de 2017, el joc s'havia venut 168.000 cops al Japó. Famitsu va donar-li una puntuació de 31/40.
Va sortir un port per a Nintendo Switch el 21 de maig de 2021.